# Minamiōsumi
Minamiōsumi (jap. 南大隅町 Minamiōsumi-chō) – miasto w Japonii, na wyspie Kiusiu, w prefekturze Kagoshima. Według danych na rok 2020 miejscowość zamieszkiwało 6 481 mieszkańców , a gęstość zaludnienia wyniosła 30,3 os./km².